# ピエール・キュリー
ピエール・キュリー（Pierre Curie、1859年5月15日 - 1906年4月19日）は、フランスの物理学者。結晶学、圧電効果、放射能といった分野の先駆的研究で知られている。
1903年、妻マリ・キュリー（旧名マリア・スクウォドフスカ）やアンリ・ベクレルと共にノーベル物理学賞を受賞した。イレーヌ・ジョリオ＝キュリー（物理学者・ノーベル賞受賞）、エーヴ・キュリー（芸術家）は娘。

## 生涯

### 前半生
フランスのパリ生まれ。通学を嫌い、14歳まで医者である父ウジェーヌ・キュリーや家庭教師、兄ジャックらから教育を受けた。やがて数学と幾何学に大きな才能を示し始めた。16歳でパリ大学（ソルボンヌ）に入学し、18歳で学士号を取得し卒業した。しかし、貧乏だったため博士課程にすぐには進めず、物理研究室の助手として働き始めた。

### 結晶と磁性の研究
1880年、同じくパリ大学鉱物学助手の兄ジャックと共に水晶などの結晶に圧力をかけると電位が発生するという圧電効果（ピエゾ効果）を発見、公表した。翌年の1881年、彼らは逆の現象、すなわち水晶に電界を印加すると微妙に変形するという現象を確認した。今日、この現象を応用した水晶振動子が多くのデジタル回路で使われている。
磁性に関する有名な博士論文の前に、自差係数を計測するための精密なねじりばかりを設計し完成させた。この装置の原理は精密な計測を必要とするその後の研究者に広く使われた。ピエール・キュリーは博士論文のテーマとして強磁性、常磁性、反磁性について研究して常磁性への温度の影響を発見し、いわゆる「キュリーの法則」として定式化した。その式に出てくる物質固有の定数は「キュリー定数」と呼ばれている。また強磁性体が温度を上げるとその性質を失うことを発見した。この業績にちなみ、鉄などの強磁性体がその磁性を失う温度のことを「キュリー温度（キュリー点、Curie Temperature）」という。また、高感度の科学天秤も製作し、これはキュリー天秤と呼ばれる。
ピエールはまた、今では「キュリーの原理」として知られている原理を定式化した。すなわち物理現象において、原因に非対称性がないかぎり、結果にも非対称性は現れないという原理である。例えば、無重力状態で無作為に混ぜた砂には非対称性がない（等方性である）。そこに重力場を導入すると、重力の方向によって非対称性が現れる。すると、砂は重力方向に深くなるほど密度が高くなり、重力場の非対称性を反映した状態となる。
このような成果を挙げながら、ピエールは1883年から就いたパリ市立工業物理化学高等専門大学 (EPCI) の教職で得る薄給のまま研究に没頭する日々を送った。出世に興味を持たず、教育功労勲章も断っていた。ただし外国では既に高い評価を得ており、1893年にはイギリスのウィリアム・トムソン（ケルヴィン卿）が訪問し、科学について話し合っている。

### 結婚と放射性元素の研究
1894年春にポーランド人のマリア（仏語名マリ）・スクウォドフスカと出逢い、熱烈なプロポーズの末1895年7月26日に結婚した。その後は彼女と共同で放射性物質の研究を行い、ポロニウムとラジウムを発見した。彼らは "radioactivity"（放射能）という用語を作り、その先駆的研究を行った。マリの有名な博士論文を含む彼らの研究では、ピエールと兄のジャックが製作した高感度な圧電式電位計を利用した。
ピエールと学生の1人はラジウム粒子が継続的に熱を放射していることを発見し、核エネルギーの発見者となった。彼はまた磁場を使って放射性物質の放射の特性を調べ、一部の放射が正に帯電し、一部は負に帯電し、一部は帯電していないことを示した。これらはアルファ線、ベータ線、ガンマ線に対応している。

### 死去

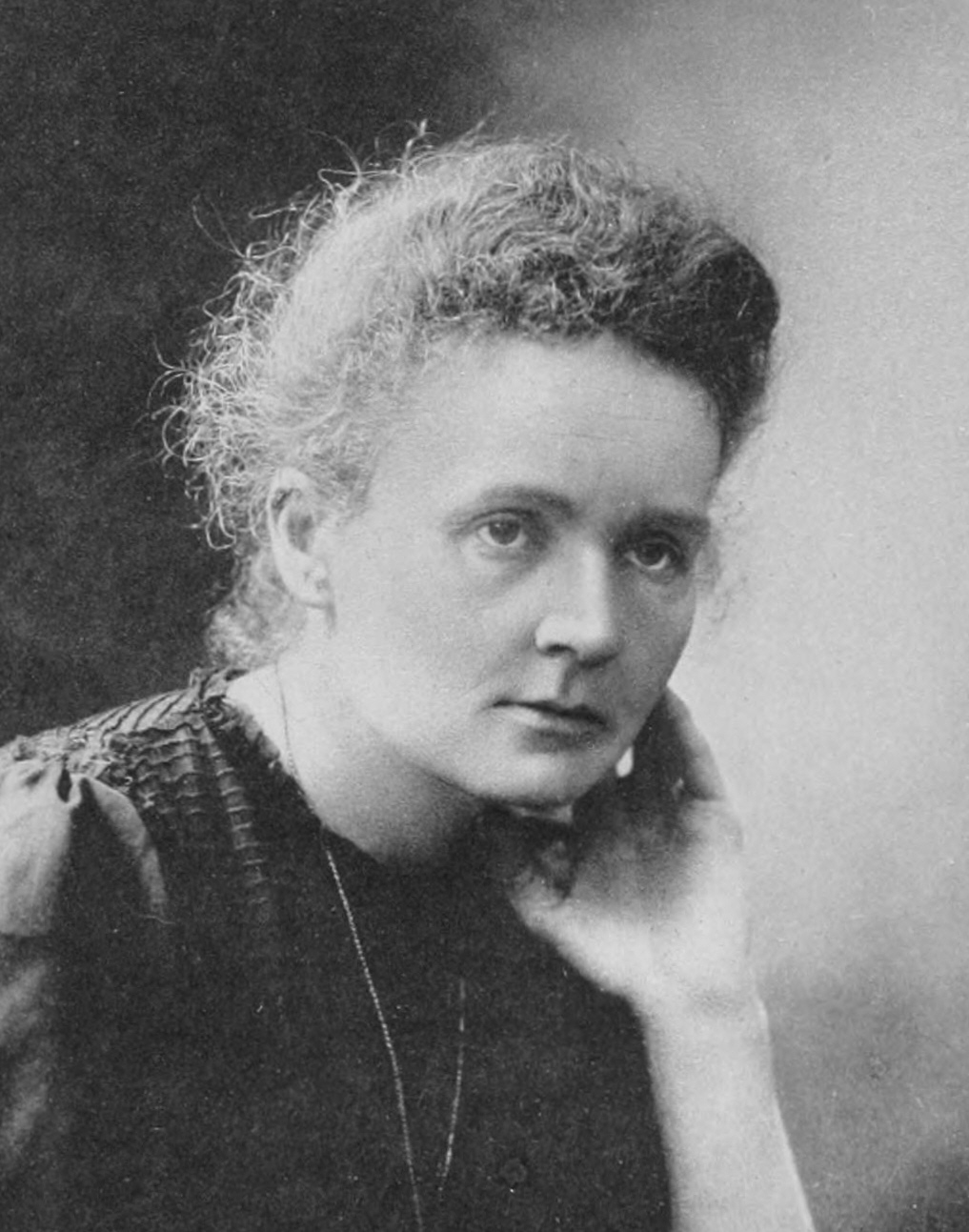
マリ・キュリー (1911)

相当な知識人で、マリとともにラジウムやポロニウム発見のために文字通り心身を削った。ラジウム発見の頃にはリウマチが体を蝕んでおり、夜な夜な激痛に襲われて悲鳴を上げたが、それでも研究をやめることは無かったという。1903年に妻マリとアンリ・ベクレルと共同でノーベル物理学賞を受賞したが、体調不良のため授賞式を欠席している。翌1904年、パリ大学はピエールを物理学教授職に迎え入れた。
1906年4月19日木曜日、朝から降る雨の中ピエールは教授たちとの昼食会に出席し、終わった2時半頃に著作の校正を見るため向かった出版社はストライキで閉まっていたので、彼の次の予定先へ向かった。都市整備される前のパリは道も狭く、多くの馬車が混み合いながら行き交っていたドフィーヌ通りでピエールは、目の前を馬車が通り過ぎた後に道を渡りだした。その時、反対方向に進む荷馬車に気づかず、その目前に躍り出る格好になった。馬にぶつかり転んだ彼の頭上に、急には止まれない荷馬車の左後輪が乗り上げた。騒ぎに駆けつけた巡査が抱き起こした時には、ピエールは頭蓋骨にひどいダメージを負って即死していた。
ピエールの体調不良を放射線障害とする説も強い。亡くなった際の馬との接触転倒についても放射線障害の影響をみる説もある。
彼の死後、妻マリは単独で2度目のノーベル賞を、また娘のイレーヌ・ジョリオ＝キュリーとその夫で研究所の助手だったフレデリック・ジョリオ＝キュリーも放射性元素の研究でノーベル賞を受賞している。もう1人の娘エーヴは、母の伝記を書いた。
孫にあたる Hélène Langevin-Joliot はパリ大学の核物理学教授であり、同じく孫の Pierre Joliot は生化学者として知られている。
1995年4月、ピエールとマリはパリのパンテオンの地下聖堂に祭られるようになった。

## 評価

### 受賞歴
- 1903年：ノーベル物理学賞（マリ・キュリーおよびアンリ・ベクレルと同時受賞）

### 受賞メダル
- 1903年：ベルトロー賞メダル（マリと）
- 1903年：パリ市名誉賞メダル（マリと）
- 1903年：デービーメダル（マリと。イギリス王立協会）
- 1904年：マテウチ・メダル（マリと。イタリア科学協会）
- 1909年：エリオット・クレッソン・メダル - マリ・キュリーへの授与に際し、既に亡くなっていたピエールにも授与された。

### その他
ピエール・キュリーの名や肖像は、さまざまな場所で用いられている。
- キュリー (Ci) は放射能の単位で（1 Ciは 3.7×1010 ベクレルに等しい）、ピエールの死後の1910年の放射線会議でピエールとマリの栄誉を称えて命名されたものである[12][13]。その後、ピエールの栄誉を称えたのか、マリの栄誉を称えたのか、それとも夫妻の栄誉を称えたのかで若干の論争が起きている[14]。
- 原子番号96の元素名キュリウムは夫妻の姓に由来する。
- パリ第6大学‐ピエール・マリー・キュリー大学。1968年、パリ大学の理学・医学部が分割された際に創立。研究分野に伝統を持ち、産業界とも連携しつつ科学や技術分野の研究や人材育成を行う[15]
- キュリー研究所 (パリ)とキュリー博物館。パリ。
- 彼の肖像は妻のマリと共に最後のフランス・フランの500フラン紙幣に見ることができる。
- ピエール・エ・マリー・キュリー駅。パリのメトロ7号線の駅[16]

## 参考
- 『キュリー夫妻 その愛と情熱』（1996年 監督:クロード・ピノトー）